# Nam vương Thế giới 2003
Nam vương Thế giới 2003 là cuộc thi Nam vương Thế giới lần thứ 4 diễn ra tại Luân Đôn, Anh từ tháng 7 năm 2003 và đêm chung kết diễn ra vào ngày 9 tháng 8 năm 2003. 38 thí sinh từ khắp nơi trên thế giới đã cùng nhau tập hợp tại Luân Đôn để tranh tài. Người chiến thắng là Gustavo Gianetti đến từ Brasil.

## Kết quả

### Thứ hạng
| Thứ hạng                | Thí sinh |
| ----------------------- | --- |
| Nam vương Thế giới 2003 | - Brasil - Gustavo Gianetti |
| Á vương 1               | - Liban - Assaad Tarabay |
| Á vương 2               | - Bỉ - Fabien Hauquier |
| Top 5                   | - México - José Luis Resendez Santos - Barbados - Ronnie Morris |
| Top 10                  | - Aruba - Kevin Osmond Halley - Trung Quốc - Shuang Jian Zhou - Malta - Matthew Saliba - Singapore - Julian Hee Lic-Hua - Venezuela - Andrés Eduardo Mistage Parilli |

### Giải thưởng đặc biệt
| Giải thưởng    | Thí sinh                   |
| -------------- | -------------------------- |
| Best in Talent | - Barbados – Ronnie Morris |

## Các thí sinh
38 thí sinh dự thi.
| Quốc gia/vùng lãnh thổ | Thí sinh                        | Tuổi | Chiều cao               | Quê quán                | T.k.   |
| ---------------------- | ------------------------------- | ---- | ----------------------- | ----------------------- | ------ |
| Albania                | Gerald Shahu                    | 19   | 1,89 m (6 ft 2+1⁄2 in)  | Tirana                  | [ 2 ]  |
| Angola                 | António Adelino Valentim        | 22   | 1,84 m (6 ft 1⁄2 in)    | Luanda                  | [ 3 ]  |
| Anh                    | Johnny Marsden                  | 18   | 1,85 m (6 ft 1 in)      | Ormskirk                | [ 4 ]  |
| Aruba                  | Kelvin Osmond Halley            | 18   | 1,79 m (5 ft 10+1⁄2 in) | Oranjestad              | [ 5 ]  |
| Áo                     | Michael Schüller                | 23   | 1,82 m (5 ft 11+1⁄2 in) | Linz                    | [ 6 ]  |
| Barbados               | Ronnie Morris                   | 23   | 1,80 m (5 ft 11 in)     | Bridgetown              | [ 7 ]  |
| Bắc Ireland            | Martin McHugh                   | 20   | 1,78 m (5 ft 10 in)     | Armagh                  | [ 8 ]  |
| Bỉ                     | Fabien Hauquier                 | 26   | 1,89 m (6 ft 2+1⁄2 in)  | Geel                    | [ 9 ]  |
| Bolivia                | Alejandro Suárez Velarde        | 25   | 1,84 m (6 ft 1⁄2 in)    | Santa Cruz de la Sierra | [ 10 ] |
| Bosna và Hercegovina   | Birnas Ibrahimagić              | 22   | 1,90 m (6 ft 3 in)      | Zenica                  | [ 11 ] |
| Brasil                 | Gustavo Cabral Narciso Gianetti | 24   | 1,85 m (6 ft 1 in)      | Belo Horizonte          | [ 12 ] |
| Bulgaria               | Danail Milev                    | 20   | 1,80 m (5 ft 11 in)     | Stara Zagora            | [ 13 ] |
| Canada                 | Adam Dreaddy                    | 26   | 1,81 m (5 ft 11+1⁄2 in) | Edmonton                | [ 14 ] |
| Colombia               | Leonardo Morán                  | 26   | 1,85 m (6 ft 1 in)      | Medellín                | [ 15 ] |
| Croatia                | Bojan Milohanović               | 24   | 1,89 m (6 ft 2+1⁄2 in)  | Rijeka                  | [ 16 ] |
| Đức                    | Joachim Federer                 | 23   | 1,96 m (6 ft 5 in)      | Berg                    | [ 17 ] |
| Guatemala              | José Fernando Turcios Domínguez | 22   | 1,85 m (6 ft 1 in)      | Guatemala City          | [ 18 ] |
| Hà Lan                 | Bas Hendriks                    | 23   | 1,86 m (6 ft 1 in)      | Amsterdam               | [ 19 ] |
| Hy Lạp                 | Athanasios Chergkeletzis        | 25   | 1,82 m (5 ft 11+1⁄2 in) | Athens                  | [ 20 ] |
| Latvia                 | Kaspars Patašs                  | 27   | 1,86 m (6 ft 1 in)      | Riga                    | [ 21 ] |
| Liban                  | Assaad Tarabay                  | 26   | 1,85 m (6 ft 1 in)      | Beirut                  | [ 22 ] |
| Malta                  | Matthew Saliba                  | 22   | 1,89 m (6 ft 2+1⁄2 in)  | Sliema                  | [ 23 ] |
| México                 | José Luis Reséndez Santos       | 24   | 1,86 m (6 ft 1 in)      | Monterrey               | [ 24 ] |
| Nga                    | Alexei Pershin                  | 25   | 1,92 m (6 ft 3+1⁄2 in)  | Moscow                  | [ 25 ] |
| Philippines            | Marco Antonio Tamayo            | 23   | 1,85 m (6 ft 1 in)      | Davao City              | [ 26 ] |
| Puerto Rico            | Edwin Enrique Iglesias Colón    | 19   | 1,87 m (6 ft 1+1⁄2 in)  | Guaynabo                | [ 27 ] |
| România                | Adrian Ilie Asandei             | 24   | 1,89 m (6 ft 2+1⁄2 in)  | Constanța               | [ 28 ] |
| Scotland               | Gordon Travis                   | 20   | 1,85 m (6 ft 1 in)      | Glasgow                 | [ 29 ] |
| Serbia và Montenegro   | Milentije Andrejić              | 26   | 1,86 m (6 ft 1 in)      | Belgrade                | [ 30 ] |
| Singapore              | Julian Hee Lic Hua              | 25   | 1,81 m (5 ft 11+1⁄2 in) | Singapore               | [ 31 ] |
| Sri Lanka              | Roshan Massilamany              | 22   | 1,85 m (6 ft 1 in)      | Ratmalana               | [ 32 ] |
| Tây Ban Nha            | Isaac Vidjrakou Burgos          | 24   | 1,93 m (6 ft 4 in)      | Tarragona               | [ 33 ] |
| Trung Quốc             | Shuang Jian Zhou                | 28   | 1,93 m (6 ft 4 in)      | Beijing                 | [ 34 ] |
| Ukraina                | Vasil Pakhomov                  | 19   | 1,87 m (6 ft 1+1⁄2 in)  | Makiivka                | [ 35 ] |
| Uruguay                | Andrés dos Santos               | 26   | 1,90 m (6 ft 3 in)      | Montevideo              | [ 36 ] |
| Venezuela              | Andrés Eduardo Mistage Parilli  | 22   | 1,91 m (6 ft 3 in)      | Valencia                | [ 37 ] |
| Wales                  | Rhodri Jenkins                  | 21   | 1,83 m (6 ft 0 in)      | Gower                   | [ 38 ] |
| Ý                      | Fabrizio Lecca                  | 24   | 1,88 m (6 ft 2 in)      | Cagliari                | [ 39 ] |

## Chú ý
- Sri Lanka, Singapore và Wales đã từng tham dự cuộc thi Manhunt International năm 2002. Sri Lanka vào bán kết còn Wales và Singapore không đoạt giải.
- Uruguay từng tham dự cuộc thi Mister Liên lục địa và giành vị trí thứ 3.
- Bỉ đã tham dự cuộc thi Manhunt International năm 2006 và về vị trí thứ 1.